# Edmundo Valenzuela
Edmundo Ponziano Valenzuela Mellid SDB (ur. 19 listopada 1944 w Villarrica del Espíritu Santo) – paragwajski duchowny katolicki, arcybiskup Asunción w latach 2014–2022.

## Życiorys
Święcenia kapłańskie otrzymał 3 kwietnia 1971 w zgromadzeniu salezjanów. Był m.in. przełożonym postnowicjatu w Asunción, prowincjalnym delegatem ds. duszpasterstwa młodzieży oraz sekretarzem komisji Episkopatu Paragwaju ds. edukacji. W latach 1992–2006 był misjonarzem w Angoli.
13 lutego 2006 papież Benedykt XVI mianował go wikariuszem apostolskim Chaco Paraguayo, przydzielając mu stolicę tytularną Uzalis. Sakry biskupiej udzielił mu 22 kwietnia 2006 metropolita Asunción – Pastor Cuquejo.
8 listopada 2011 papież mianował go arcybiskupem koadiutorem stołecznego Asunción. Rządy w diecezji objął 6 listopada 2014 po przejściu na emeryturę dotychczasowego ordynariusza Pastora Cuquejo.
17 lutego 2022 papież przyjął jego rezygnację z pełnionego urzędu, złożoną ze względu na wiek..
W latach 2011–2015 wiceprzewodniczący, zaś w latach 2015-2018 przewodniczący Konferencji Episkopatu Paragwaju.